# Ardisia stichantha
Ardisia stichantha är en viveväxtart som beskrevs av Benjamin Clemens Masterman Stone. Ardisia stichantha ingår i släktet Ardisia och familjen viveväxter. Inga underarter finns listade i Catalogue of Life.